# ルスタムジョン・アシュルマトフ
ルスタムジョン・アシュルマトフ（ウズベク語: Rustamjon Ashurmatov, Рустамжон Ашурматов、1996年7月7日 - ）は、ウズベキスタンのサッカー選手。ウズベキスタン代表。FCルビン・カザン所属。ポジションはDF。
Kリーグ時代の登録名はアシュルマトフ（ハングル: 아슐마토프）。

## クラブ歴
FCブニョドコルの下部組織出身。2019年2月7日にKリーグ2の光州FCに移籍。同年のKリーグ2ベストイレブンに選出され、クラブもKリーグ1に昇格した。
2021年1月19日に江原FCに移籍した。
2022年2月18日、母国リーグのPFCナフバホール・ナマンガンにフリーで移籍した。
2023年1月15日、FCルビン・カザンに３年半の契約で移籍した。

## 代表歴
アンダー代表として2013 FIFA U-17ワールドカップ、2015 FIFA U-20ワールドカップ、AFC U-23選手権2018等に出場した。
A代表としては2017年1月23日に行われたジョージア代表との親善試合で初出場。

## 家族
叔父のバフティヤール・アシュルマトフも元サッカー選手。